# Xanthophytum magnisepalum
Xanthophytum magnisepalum är en måreväxtart som beskrevs av Axelius. Xanthophytum magnisepalum ingår i släktet Xanthophytum och familjen måreväxter. Inga underarter finns listade i Catalogue of Life.